# Леско, Ришар
Ришар Леско, или Ришар из Сен-Дени (фр. Richard Lescot, лат. Richardus Scotus; до 1310 — около 1358) — французский хронист, монах-бенедиктинец из аббатства Сен-Дени, один из авторов и составителей «Больших французских хроник» (фр. Grandes Chroniques de France).

## Жизнь и труды
Дата и место рождения его точно не установлены, в документах Сен-Дени впервые упоминается под 1329 годом, исходя из чего предполагается, что он мог родиться около 1310 года и постричься в аббатстве в весьма юном возрасте, не позже 1320 года. 
Невзирая на соблазн приписать его семье шотландское или ирландское происхождение, она, безусловно, происходила из Иль-де-Франс. Архивы Сен-Дени свидетельствуют, что в 1300 году некий Робер Леско арендовал у обители два арпана земли в Вилье, а в 1315-м Жан Леско получил от неё в лен землю в Вильпенте. В монастырских регистрах под 1317 годом фигурирует монах-переводчик Гийом Леско, а под 1385-м упоминается его полный тёзка. 
Судя по всему, сам Ришар получил неплохое образование, возможно, в Парижском университете, завоевав в аббатстве непререкаемый авторитет в качестве хрониста и получив широкую известность в качестве «почётного доктора теологии и великого историка» (фр. solennel docteur en theologie et grant historien). В конце 1340-х гг., вероятно, по распоряжению настоятеля Жиля II де Риго (1343—1351), он составил продолжение латинской «Всемирной хроники» Жеро из Фраше (ум. 1271), сначала с 1268 по 1340-й, а затем до 1344 года, использовав в качестве основных источников хроники Примата из Сен-Дени (ум. 1285) и Гийома де Нанжи (нач. XIV в.). 
Его латинский «Хроникон» (лат. Chronicon) дополнен был сообщениями до 1364 года анонимным продолжателем, также монахом Сен-Дени, в конце правления Карла V Мудрого, или в начале правления Карла VI Безумного, возможно, около 1390 года. Это продолжение, в отличие от хроники самого Ришара, представляющей собой сухое и лаконичное изложение фактов без каких-либо авторских суждений, отличается не только значительно большей подробностью, но и живостью и риторичностью стиля. Основным источником для него послужила латинская хроника приора Парижского монастыря кармелитов Жана де Венета (ум. 1370). 
Ришар известен также тем, что незадолго до своей смерти в 1358 году обнаружил в библиотеке Сен-Дени рукопись с текстом Салического закона, составив на её основе «Генеалогию французских королей» (лат. Genealogia aliquorum regum Franciae per quam apparet quantum attinere potest regi Franciae rex Navarrae), использованную правящим домом Валуа в качестве историко-юридической базы для исключения женщин и их потомков из престолонаследия. Рукопись её хранится в Национальной библиотеке Франции (Париж) под шифром MS lat. 14663. Хотя Ришару нередко приписывается повторное открытие Салического закона, его современники-правоведы и без него могли знать о нём из комментариев итальянского юриста XIII века Якопо д'Ардиццоне. Но поскольку правящий французский король Жан II Добрый находился в это время в английском плену, проиграв Эдуарду III сражение при Пуатье (1356), а в разорённой стране вспыхнула смута, случайная находка учёного монаха оказалась весьма кстати, и была удачно использована приором и королевским канцлером Ансо Шокаром против популярного у мятежных парижан наваррского короля Карла II Злого, претендовавшего на французский престол.
Ещё в 1410 году имя покойного Ришара фигурировало на судебном процессе, начатом против Сен-Дени канониками парижского Нотр-Дама, которые обвиняли его в фальсификации в интересах родного аббатства. Тем не менее, открытием его позже пользовались такие учёные авторитеты, как парижский писатель-гуманист Жан де Монтрейль (ум. 1418), а также архиепископ Реймский  Жан Жувенель дез Юрсен, составивший в 1462 году вместе с историком и дипломатом Гийомом Кузино де Монтрейлем по просьбе короля Людовика XI трактат, опровергающий притязания Эдуарда IV Английского на французский трон.
Хроника Ришара Леско, рукопись которой сохранилась в Национальной библиотеке Франции под шифром MS latin 5005, была опубликована вместе с вышеописанным анонимным продолжением в 1896 году в Париже Жаном Лемуаном, в 278 выпуске трудов «Общества истории Франции».

## Издания
- Lescot Richard. Chronique de Richard Lescot, religieux de Saint-Denis (1328—1344), suivie de la continuation de cette chronique (1344—1364). Publiée pour la premiere fois pour la Société de l'histoire de France, par Jean Lemoine. — Paris: Renouard, H. Laurens, 1896. — lii, 264 p. — (Société de l'histoire de France, 278).